# Perućko jezero
Der Peruća-See (kroat. Perućko jezero) ist ein Stausee nahe der Stadt Sinj in Kroatien.
Bereits wenige Kilometer nach seiner Quelle fließt der ca. 100 km lange Fluss Cetina in den Peruća-Stausee. Der künstliche See ist je nach Wasserzufluss zwischen 10 und 20 km² groß. Der 1958 aus Schüttmaterial gebaute Staudamm ist 67 Meter hoch und 467 Meter lang. Er dient der Wasserversorgung und zur Stromerzeugung.
Während des Kroatienkrieges wurde der Staudamm 1993 von serbischen Truppen gesprengt und das Bauwerk dabei erheblich beschädigt, brach aber nicht vollständig.
Auf dem See wurden auch Teile der Winnetou-Filme frei nach den Erzählungen Karl Mays gedreht.